# Саркозинат натрия
Саркозинат натрия — химическое соединение,
соль натрия и метиламиноуксусной кислоты
с формулой CH3NHCH2COONa,
кристаллы,
растворяется в воде.
(Изображена структурная формула другого вещества!)

## Получение
- Реакция метиламина и хлоруксусной кислоты:

{\displaystyle {\mathsf {CH_{3}NH_{2}+ClCH_{2}COOH\ {\xrightarrow {}}\ CH_{3}NHCH_{2}COOH+HCl}}}
с последующей нейтрализацией карбонатом натрия:
{\displaystyle {\mathsf {2CH_{3}NHCH_{2}COOH+Na_{2}CO_{3}\ {\xrightarrow {}}\ 2CH_{3}NHCH_{2}COONa+CO_{2}\uparrow +H_{2}O}}}

## Физические свойства
Саркозинат натрия образует кристаллы.
Растворяется в воде,
не растворяется в этаноле и диэтиловом эфире.

## Применение
- Стабилизатор солей диазония.
- Промежуточный продукт в органическом синтезе (например, порфиринов), в производстве красителей.